# Université de Veliko Tarnovo
L'Université Cyrille et Méthode de Veliko Tarnovo est un établissement d’enseignement supérieur en Veliko Tarnovo, Bulgarie.

## Histoire
Elle a été créée en 1963 comme un institut pédagogique, et aujourd'hui a 9 facultés : philologique, juridique, historique, pédagogique, économique, philosophique, de mathématique et informatique, religieux et des arts plastiques.

## Personnalités liées à l'université

### Étudiants
- Asena Serbezova (1973-), ministre de la santé

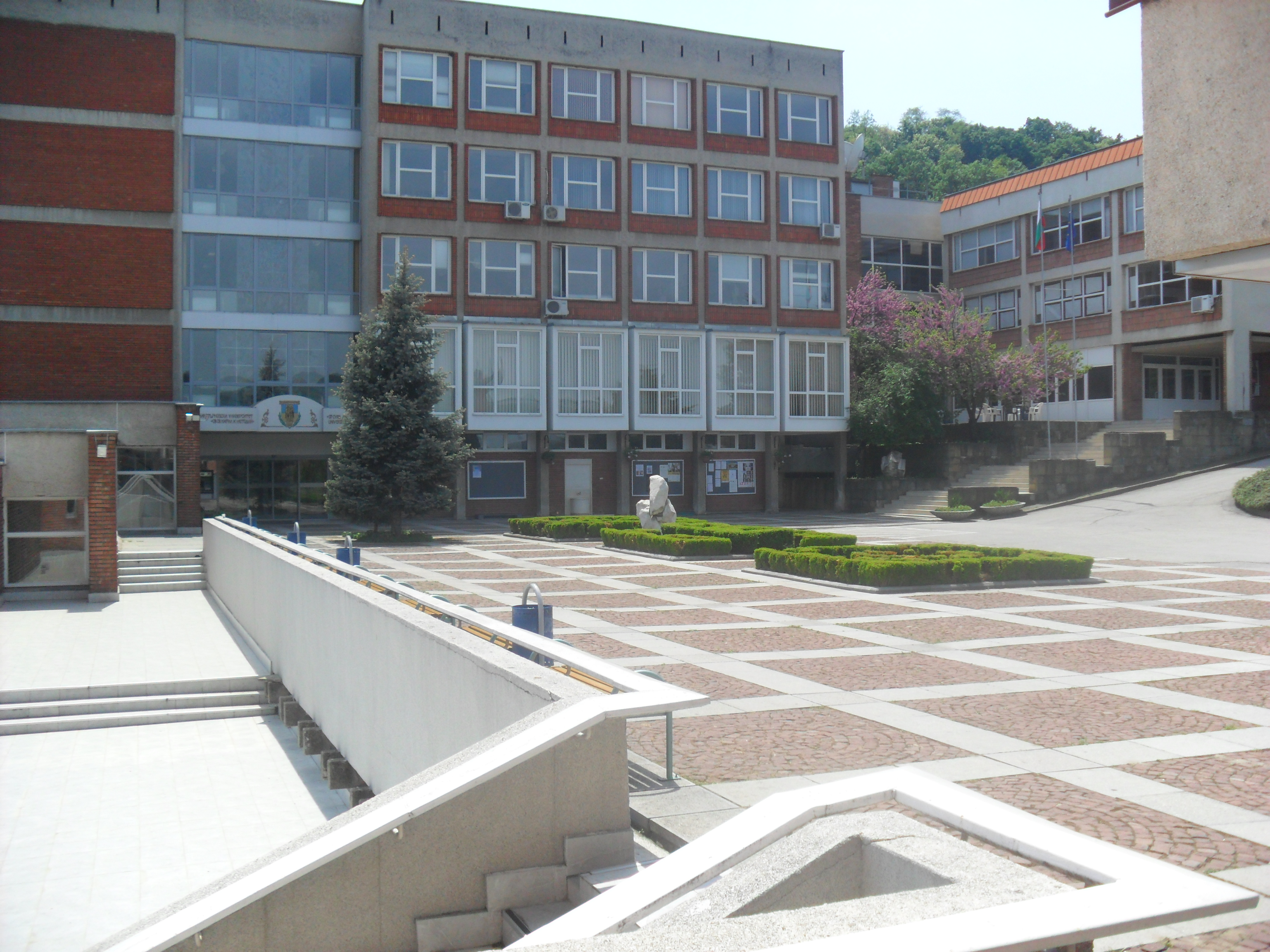
Université de Veliko Tarnovo